# Ernst Haeckel
Ernst Heinrich Philipp August Haeckel  (tiếng Đức: Ernst Heinrich Haeckel; 16 tháng 2 năm 1834 tại Potsdam – 9 tháng 8 năm 1919 tại Jena) là nhà vạn vật học, sinh học và triết học người Đức. Ông chính là người đầu tiên đưa ra thuật ngữ "sinh thái học" vào năm 1866.

## Tiểu sử
Năm 1852, Ernst Haeckel hoàn thành chương trình trung học tại thành phố Mersburg. Sau đó ông theo học y khoa ở bậc đại học tại Berlin. Năm 1857, ông nhận bằng bác sĩ. Từ năm 1861 là phó giáo sư và từ năm 1865 tới 1909 là giáo sư đại học Jena.

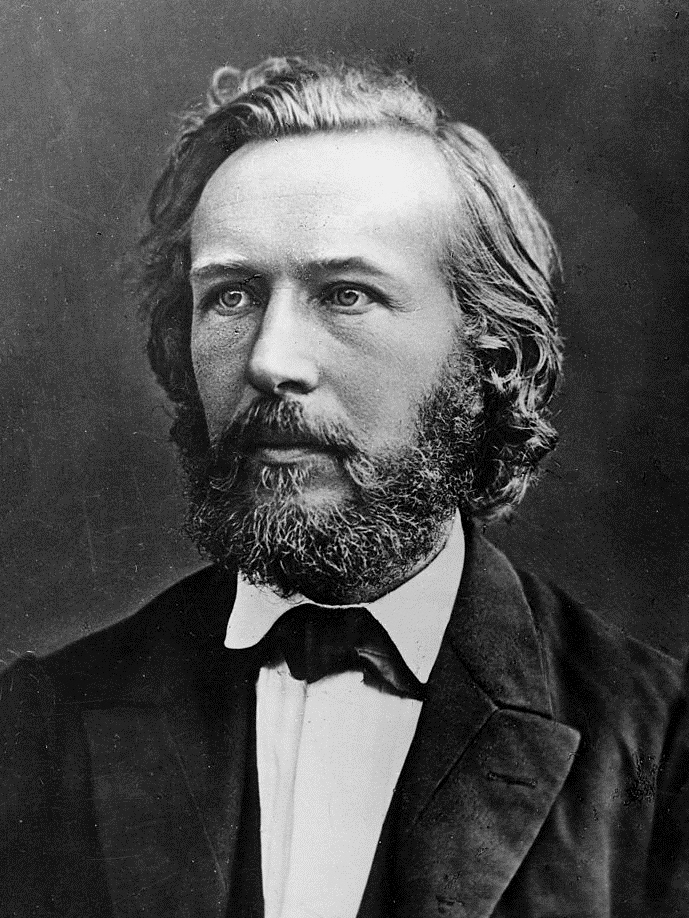
Ernst Haeckel năm 1860

Các tư tưởng của Charles Darwin có ảnh hưởng rất mạnh tới Ernst Haeckel. Năm 1863 ông đã công khai phát biểu về học thuyết Darwin tại hội nghị của giới khoa học Đức. Năm 1866 cho ra đời cuốn sách "Hình thái học sinh vật đại cương" (Generelle Morphologie der Organismen). Năm 1874 Haeckel công bố tác phẩm "Lịch sử phát triển của loài người". Trong đó thảo luận những vấn đề tiến hóa của loài người. Ông cũng đưa ra quan điểm về sự tồn tại trong lịch sử dạng trung gian giữa khỉ và con người. Quan điểm này sau đó đã được khẳng định bởi việc tìm ra hài cốt của người vượn tại đảo Java (Indonesia).
Ernst Haeckel cũng là người hoàn thiện học thuyết về nguồn gốc của sinh vật đa bào (1866), thiết lập quy tắc gen (dựa trên quy tắc này, trong quá trình phát triển cá thể các giai đoạn tiến hóa chính được lặp lại), xây dựng phổ hệ đồ của giới sinh vật. Ông tiếp tục những nghiên cứu của mình về động vật tại phòng thí nghiệm và trong những chuyến khảo sát tại các đảo thuộc Ai Cập và Algérie, đồng thời xuất bản những sách chuyên khảo về trùng tia, sứa...